# ماريا لويزا أوكامبو هيريديا
ماريا لويزا أوكامبو هيريديا (بالإسبانية: María Luisa Ocampo)‏ (24 نوفمبر 1899 - 15 أغسطس 1974)؛ روائية مكسيكية. درست في الجامعة الوطنية المستقلة في المكسيك.